# Campeonato Sul-Americano de Voleibol Feminino Sub-20 de 2006
O Campeonato Sul-Americano de Voleibol Feminino Sub-20 de 2006 foi a 18ª edição do torneio Sul-Americano organizado pela Confederação Sul-americana de Voleibol (CSV). 
O torneio contou com a participação de seis equipes e aconteceu de 11  a 15 de outubro, na cidade de  Caracas, Venezuela. 
O torneio conferiu uma vaga para o Mundial Juvenil de 2007feito obtido pelas representações do Brasil,  ao conquistar o décimo quinto título; e a brasileira  Betina Schmidt foi premiada como a Melhor Jogadora (MVP).

## Seleções participantes
As seguintes seleções confirmaram participação no Campeonato Sul-Americano Sub-20 de 2006:
| Equipe    | Última participação |
| --------- | ------------------- |
| Venezuela | (Sede), 3º em 2004  |
| Argentina | 2º em 2004          |
| Brasil    | 1º em 2004          |
| Colômbia  | 5º em 2000          |
| Peru      | 5º em 2004          |
| Uruguai   | 6º em 1998          |

## Fase única[4]
- Local: Gimnasio José Joaquin Papa Carrillo- Caracas

|     |           |     | Jogos | Jogos | Jogos | Resultados | Resultados | Resultados | Resultados | Resultados | Resultados | Sets | Sets | Sets  | Pontos | Pontos | Pontos |
| Pos | Equipe    | Pts | T     | V     | D     | 3–0        | 3–1        | 3–2        | 2–3        | 1–3        | 0–3        | V    | P    | R     | V      | P      | R      |
| --- | --------- | --- | ----- | ----- | ----- | ---------- | ---------- | ---------- | ---------- | ---------- | ---------- | ---- | ---- | ----- | ------ | ------ | ------ |
| 1   | Brasil    | 15  | 5     | 5     | 0     | 5          | 0          | 0          | 0          | 0          | 0          | 15   | 0    | MAX   | 375    | 229    | 1.638  |
| 2   | Argentina | 11  | 5     | 4     | 1     | 3          | 0          | 1          | 0          | 0          | 1          | 12   | 5    | 2.400 | 396    | 348    | 1.138  |
| 3   | Venezuela | 10  | 5     | 3     | 2     | 2          | 1          | 0          | 1          | 0          | 1          | 11   | 7    | 1.571 | 421    | 373    | 1.129  |
| 4   | Peru      | 6   | 5     | 2     | 3     | 2          | 0          | 0          | 0          | 1          | 2          | 7    | 9    | 0.778 | 339    | 361    | 0.939  |
| 5   | Colômbia  | 3   | 5     | 1     | 4     | 0          | 1          | 0          | 0          | 0          | 4          | 3    | 13   | 0.231 | 312    | 397    | 0.786  |
| 6   | Uruguai   | 0   | 5     | 0     | 5     | 0          | 0          | 0          | 0          | 1          | 4          | 1    | 15   | 0.067 | 249    | 397    | 0.627  |

| Data   | Hora  |              | Placar |           | Set 1 | Set 2 | Set 3 | Set 4 | Set 5 | Total | Relatório |
| ------ | ----- | ------------ | ------ | --------- | ----- | ----- | ----- | ----- | ----- | ----- | --------- |
| 11 out | 14:00 | 'Brasil '    | 3–0    | Uruguai   | 25-8  | 25-12 | 25-13 |       |       | 75–0  | 75–33     |
| 11 out | 16:00 | 'Argentina ' | 3–0    | Colômbia  | 25-19 | 25-20 | 25-15 |       |       | 75–0  | 75–54     |
| 11 out | 19:00 | 'Venezuela ' | 3–1    | Peru      | 25-19 | 25-15 | 25-27 | 25-23 |       | 100–0 | 100–84    |
| 12 out | 15:00 | Colômbia     | 0–3    | ' Brasil' | 9-25  | 22-25 | 8-25  |       |       | 39–0  | 39–75     |
| 12 out | 17:00 | Peru         | 0–3    | Argentina | 22-25 | 18-25 | 16-25 |       |       | 56–0  | 56–75     |
| 12 out | 19:00 | 'Venezuela ' | 3–0    | Uruguai   | 25-10 | 25-16 | 25-19 |       |       | 75–0  | 75–45     |
| 13 out | 15:00 | 'Colômbia '  | 3–1    | Uruguai   | 25-19 | 25-19 | 22-25 | 25-21 |       | 97–0  | 97–84     |
| 13 out | 17:00 | 'Brasil '    | 3–0    | Peru      | 25-16 | 25-17 | 25-16 |       |       | 75–0  | 75–49     |
| 13 out | 19:00 | 'Argentina ' | 3–2    | Venezuela | 15-25 | 25-23 | 23-25 | 25-23 | 26-24 | 114–0 | 114–120   |
| 14 out | 15:00 | 'Argentina ' | 3–0    | Uruguai   | 25-11 | 25-23 | 25-9  |       |       | 75–0  | 75–43     |
| 14 out | 17:00 | 'Peru '      | 3–0    | Colômbia  | 25-21 | 25-23 | 25-23 |       |       | 75–0  | 75–67     |
| 14 out | 19:00 | Venezuela    | 3–0    | Brasil    | 15-25 | 21-25 | 15-25 |       |       | 51–0  | 51–75     |
| 15 out | 10:00 | 'Peru '      | 3–0    | Uruguai   | 25-11 | 25-12 | 25-21 |       |       | 75–0  | 75–44     |
| 15 out | 12:00 | 'Brasil '    | 3–0    | Argentina | 25-20 | 25-20 | 25-17 |       |       | 75–0  | 75–57     |
| 15 out | 14:00 | 'Venezuela ' | 3–0    | Colômbia  | 25-20 | 25-17 | 25-18 |       |       | 75–0  | 75–55     |